# رياض ساعي
رياض ساعي (22 سبتمبر 1983) لاعب كرة قدم بحريني يلعب حاليا لصالح نادي الدرجة الأولى المالكية البحريني في مركز الوسط المهاجم من 2001.